# Galibi do Oiapoque
I Galibi do Oiapoque (Galibi del fiume Oiapoque)  sono un gruppo etnico del Brasile che ha una popolazione stimata in 65 individui (2010). Sono un sottogruppo del popolo Galibi, gruppo che è stanziato principalmente in Venezuela, nella Guyana francese e in Suriname.

## Lingua
Parlano la lingua Kali'na, lingua che appartiene alla famiglia linguistica Karib.

## Insediamenti
Vivono nello stato brasiliano di Amapá, in un piccolo territorio omologato nei pressi del villaggio São José. In questo territorio, assegnato esclusivamente ai Galibi dell'Oiapoque, è stato incluso anche il villaggio di Ariramba, una postazione del gruppo dei Karipuna su una riva del fiume Oiapoque. Le relazioni tra i due gruppi sono di buon vicinato ma non hanno alcun particolare tipo di contatto.

## Storia
I Galibi dell'Oiapoque si considerano un gruppo distinto dal resto della popolazione Galibi, così come il governo brasiliano che ha omologato un territorio assegnato esclusivamente a questo piccolo gruppo familiare. Invitati a più riprese dal governo della Guyana francese, durante gli anni cinquanta e sessanta del XX secolo, a fare ritorno nelle loro terre originarie, i Galibi dell'Oiapoque hanno sempre rifiutato mantenendo ferma la loro posizione e il loro desiderio di rimanere nelle attuali zone all'interno dei confini brasiliani. Il gruppo, 38 persone, arrivò sull'Oiapoque a bordo di tre canoe nel corso degli anni quaranta. Con la morte dei membri più anziani, la differenza tra i Galibi e il sottogruppo brasiliano si è fatta ancora più marcata nel corso degli anni. Il gruppo è abbastanza integrato nel tessuto sociale brasiliano. Uno dei membri è presidente della Associação dos Povos Indígenas do Oiapoque mentre altri due fanno parte dell'esercito brasiliano, con carriere ben avviate nella marina e nell'aeronautica. Quattro donne sono impiegati statali e trascorrono molti fine settimana e le vacanze nel villaggio.

## Organizzazione sociale
La sussistenza dei Galibi del fiume Oiapoque proviene essenzialmente dall'agricoltura. Nel villaggio ci sono cinque campi coltivati di manioca, patate, banane, ananas, mais, pomodoro e passiflora edulis. Nei pressi delle case ci sono alberi di cocco, avocado, arance, mandarini, anacardi e mango. L'attività della pesca è svolta da soli due uomini ma ciò non limita la loro dieta perché gli anziani del villaggio, percependo una pensione dal Funrural, sono soliti acquistare merci nei mercati della cittadina di Oiapoque.